# Mansel (walisisches Adelsgeschlecht)

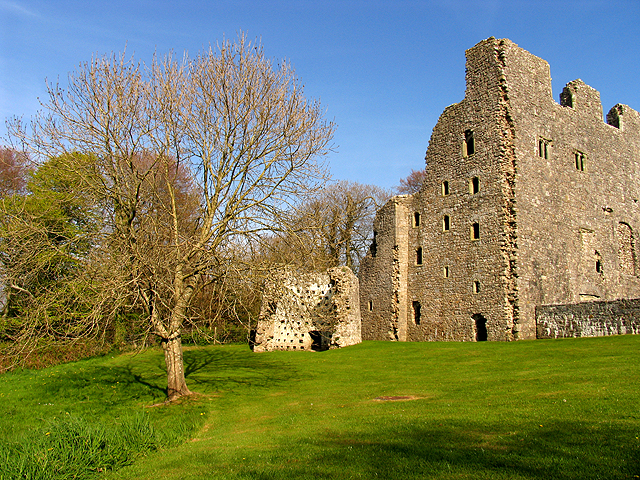
Die Ruine von Oxwich Castle, im 16. und 17. Jahrhundert Sitz der Familie Mansel

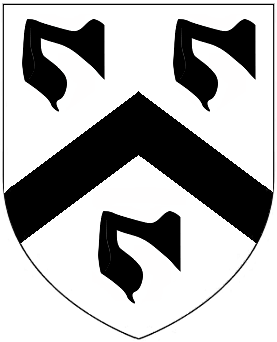
Stammwappen der Familie Mansel

Die Mansels (auch Mansell oder Maunsell) sind ein britisches Adelsgeschlecht, das ursprünglich aus Wales stammt. 

## Mittelalter
Ein Henry Mansel wird gegen Ende des 13. Jahrhunderts während der Regierungszeit Eduards I. als Grundbesitzer auf der Halbinsel Gower in Südwales erwähnt. Die Familie selbst führt ihre Abstammung auf normannische Vorfahren zurück, was jedoch ebenso wie eine mögliche Verwandtschaft mit der gleichnamigen Familie in Antiochia nicht belegt ist. Hugh Mansel, ein Nachfahre von Henry Mansel, heiratete um 1400 Isabel, die Tochter und Erbin von John Penrice und erwarb so Penrice Castle auf Gower. Sein Urenkel Philip Mansel heiratete Mary, eine Tochter von Gruffudd ap Nicolas von Dinefwr. Als Anhänger des Hauses Lancaster wurde er 1464 enteignet. Sein Sohn Jenkin, genannt der Tapfere, unterstützte 1485 Heinrich Tudor und erhielt nach der Schlacht von Bosworth die Ländereien der Familie zurück. Sein Sohn Rhys Mansel bekleidete unter Heinrich VIII. hohe Ämter in Wales und konnte deshalb 1540 die Ländereien des aufgelösten Klosters Margam erwerben, womit er den Grundbesitz der Familie verdreifachen konnte. Er und sein Sohn Edward Mansel bauten Oxwich Castle auf Gower aus.

## Mansels of Margam
Unter Rhys Mansel war die Familie zur mächtigsten Familie der Gentry in Glamorgan aufgestiegen. Zahlreiche Mitglieder der Familie waren Mitglied im House of Commons, zwischen 1670 und 1711 stellte ein Mitglied der Familie den Knight of the Shire für Glamorgan, daneben stellten sie oft die Abgeordneten für Cardiff. Neben den Einkünfte aus der Landwirtschaft hatte die Familie ab dem 17. Jahrhundert auch Erträge aus den Kohlegruben auf ihren Besitzungen in Südwales.
Edwards ältestem Sohn Thomas Mansel wurde am 22. Mai 1611 in der Baronetage of England der erbliche Adelstitel Baronet, of Margam in the County of Glamorgan, verliehen. Um 1632 verlegte die Familie ihren Sitz endgültig nach Margam Abbey, während Oxwich Castle verfiel. Thomas Mansels Urenkel Sir Thomas Mansel, 5. Baronet bekleidete das Amt des Commissioner of the Treasury und andere hohe britische Regierungsämter, er wurde am 1. Januar 1712 in der Peerage of Great Britain mit dem Titel Baron Mansel zum Peer erhoben. Mit dem Tod seines Sohnes Bussy Mansel, 4. Baron Mansel starb die Hauptlinie der Familie jedoch 1750 in männlicher Linie aus und beide Adelstitel erloschen. Margam Abbey erbte Thomas Talbot von Lacock Abbey in Wiltshire. Dessen Sohn Thomas Mansel Talbot und Enkel Christopher Rice Mansel Talbot führten den Namen Mansel als zusätzlichen Vornamen.

### Stammliste (Auszug)
1. Philip Mansel (1420–1471)
  1. Jenkin Mansel
    1. Sir Rhys Mansel (1487–1559)
      1. Sir Edward Mansel (1530/31–1585)
        1. Sir Thomas Mansel, 1. Baronet of Margam (um 1556–1631)
          1. Sir Lewis Mansel, 2. Baronet of Margam (um 1594–1638)
            1. Sir Henry Mansel, 3. Baronet of Margam (um 1630–um 1640)
            2. Sir Edward Mansel, 4. Baronet of Margam (1637–1706)
              1. Thomas Mansel, 1. Baron Mansel (1667–1723)
                1. Robert Mansel  (1695–1723)
                  1. Thomas Mansel, 2. Baron Mansel (1719–1744)

                2. Christopher Mansel, 3. Baron Mansel (um 1699–1744)
                3. Bussy Mansel, 4. Baron Mansel (um 1701–1750)

          2. Arthur Mansel († vor 1628) (siehe Mansels of Briton Ferry)

        2. Sir Francis Mansel, 1. Baronet of Muddlescombe (um 1570–um 1628) (siehe Mansels of Muddlescombe)
        3. Robert Mansell (um 1570–1652)

## Mansels of Briton Ferry
Arthur Mansel, ein Sohn von Thomas Mansel, 1. Baronet Mansel of Margam, konnte durch Heirat Briton Ferry bei Neath erwerben. Arthurs Sohn Bussy Mansel und seine Nachkommen waren, meist in Absprache mit ihren Verwandten von Margam Abbey, mehrfach Mitglieder des House of Commons. Mit dem Tod von Thomas Mansel starb die Nebenlinie von Briton Ferry aus, die Besitzungen erbte zunächst Bussy Mansel, der spätere 4. Baron Mansel und schließlich nach dessen Tod die Earls of Jersey.

### Stammliste (Auszug)
1. Arthur Mansel († vor 1628)
  1. Bussy Mansel (1623–1699)
    1. Thomas Mansel (um 1648–1684)
      1. Thomas Mansel (1678–1706)

## Mansels of Muddlescombe
Francis Mansel, ein jüngerer Sohn von Edward Mansel, erwarb durch Heirat Ende des 16. Jahrhunderts Muddlescombe bei Kidwelly. Ihm wurde am 14. Januar 1622 in der Baronetage of England der Titel Baronet, of Muddlescombe in the County of Carmarthenshire verliehen. Muddlescombe fiel 1690 in den Besitz einer weiblichen Nachfahrenlinie. Nach dem Tod des 4. Baronets, der ohne männliche Nachkommen gestorben war, fiel der Titel an Richard Mansel, 5. Baronet. Dessen Großvater Richard, ein jüngerer Sohn des 1. Baronets, hatte 1613 durch Heirat Iscoed in Carmarthenshire erworben. Bis zu Beginn des 19. Jahrhunderts blieb Iscoed Sitz der Baronets, ehe es verkauft wurde. Drei Mitglieder der Familie, nämlich William Mansel, 9. Baronet, dessen Sohn Richard Mansel Philipps sowie Courtenay Mansel, 13. Baronet waren Mitglieder des House of Commons. Den Titel Baronet führen die Nachfahren der Familie noch heute.

### Stammliste (Auszug)
1. Sir Francis Mansel, 1. Baronet of Muddlescombe (um 1570–um 1628)
  1. Sir Walter Mansel, 2. Baronet of Muddlescombe († um 1640)
    1. Sir Francis Mansel, 3. Baronet of Muddlescombe (1633–1654)

  2. Francis Mansell (1579–1665)
  3. Sir Anthony Mansel († 1643)
    1. Sir Edward Mansel, 4. Baronet of Muddlescombe († 1670)

  4. Richard Mansel († um 1635)
    1. Anthony Mansel (1614–1670)
      1. Sir Richard Mansel, 5. Baronet of Muddlescombe (1641–1691)
        1. Sir Richard Mansel, 6. Baronet of Muddlescombe (vor 1670–1696)
        2. Sir William Mansel, 7. Baronet of Muddlescombe (1670–um 1732)
          1. Sir Richard Mansel, 8. Baronet of Muddlescombe († 1749)
            1. Sir William Mansel, 9. Baronet of Muddlescombe (1739–1804)
              1. Sir William Mansel, 10. Baronet of Muddlescombe (1766–1829)
                1. Sir John Mansel, 11. Baronet of Muddlescombe (1806–1883)

              2. Richard Mansel Philipps (1768–1844)
                1. Courtenay Mansel (1801–1875)
                  1. Sir Edward Mansel, 12. Baronet of Muddlescombe (1839–1908) (Titel umstritten, 1903 anerkannt)
                  2. Sir Richard Mansel, 12. Baronet of Muddlescombe (1850–1892) (Titel umstritten)
                    1. Sir Courtenay Mansel, 13. Baronet of Muddlescombe (1880–1933)
                      1. Sir John Mansel, 14. Baronet of Muddlescombe (1910–1947)
                        1. Sir Philip Mansel, 15. Baronet of Muddlescombe (* 1943)

  5. John Mansel (* 1611) (siehe Mansels of Trimsaran)

## Mansels of Trimsaran
Edward Mansel, ein weiterer Urenkel von Francis Mansel, 1. Baronet, of Muddlescombe, wurde am 22. Februar 1697 in der Baronetage of England der Titel Baronet, of Trimsaran in the County of Carmarthen, verliehen. Mit dem kinderlosen Tod seines Urenkels Sir Edward Mansel, 4. Baronet 1798 erlosch der Titel.

### Stammliste (Auszug)
1. John Mansel (* 1611) 
  1. Henry Mansel († vor 1683)
    1. Sir Edward Mansel, 1. Baronet of Trimsaran († 1720)
      1. Sir Edward Mansel, 2. Baronet of Trimsaran († 1754)
        1. Sir Edward Mansel, 3. Baronet of Trimsaran (nach 1740–1788)
          1. Sir Edward Mansel, 4. Baronet of Trimsaran († 1798)